# Pohlia squarrosa
Pohlia squarrosa là một loài Rêu trong họ Bryaceae. Loài này được (Hedw.) Spreng. miêu tả khoa học đầu tiên năm 1827.